# 王春正
王春正（1938年9月—），辽宁辽阳人，中华人民共和国政治人物。
毕业于中国人民大学，后供职于国家计划委员会。1990年，升任国家计划委员会副主任。2001年6月，中国科学技术协会第六次全国代表大会召开，并选举其出任第六届全国委员会顾问。2003年，改任中央财政经济工作领导小组办公室主任。